# Arjan Haenen
Arjan Haenen (* 12. Juli 1987 in Deurne) ist ein ehemaliger niederländischer Handballspieler.

## Vereinskarriere
Arjan Haenen spielte in den Niederlanden beim Bevo HC Panningen, mit dem er am EHF-Pokal und am Europapokal der Pokalsieger teilnahm. 2009 wechselte der 1,80 Meter große Rechtsaußen nach Deutschland zur HSG Handball Lemgo, einer Spielgemeinschaft des TBV Lemgo und des TV Lemgo, für die er in der Handball-Regionalliga und der 3. Liga auflief. Seit der Saison 2012/13 gehörte er zum Bundesligakader des TBV Lemgo. Im Sommer 2016 wechselte er zum Erstligisten MT Melsungen. Ab der Saison 2018/19 war er in Melsungen als Co-Trainer tätig. Im Oktober 2024 verließ er den Verein.

### Bundesligabilanz
| Saison    | Verein    | Spielklasse | Spiele | Tore | 7-Meter | Feldtore |
| --------- | --------- | ----------- | ------ | ---- | ------- | -------- |
| 2010/11   | TBV Lemgo | Bundesliga  | 4      | 4    | 1       | 3        |
| 2011/12   | TBV Lemgo | Bundesliga  | 8      | 14   | 1       | 13       |
| 2012/13   | TBV Lemgo | Bundesliga  | 22     | 42   | 1       | 41       |
| 2013/14   | TBV Lemgo | Bundesliga  | 33     | 99   | 47      | 52       |
| 2010–2014 | gesamt    | Bundesliga  | 67     | 159  | 50      | 109      |

## Nationalmannschaft
Haenen spielte für die niederländische Nationalmannschaft.

## Trainer
Im August 2021 schloss er in der Sportschule Hennef die B-/C-Trainer-Kurzausbildung des Deutschen Handballbundes für ehemalige und aktuelle Profis ab.